# Cristoforo da Seregno
Cristoforo da Seregno (Seregno, 1420 circa – Lugano, post 1500) è stato un pittore italiano.

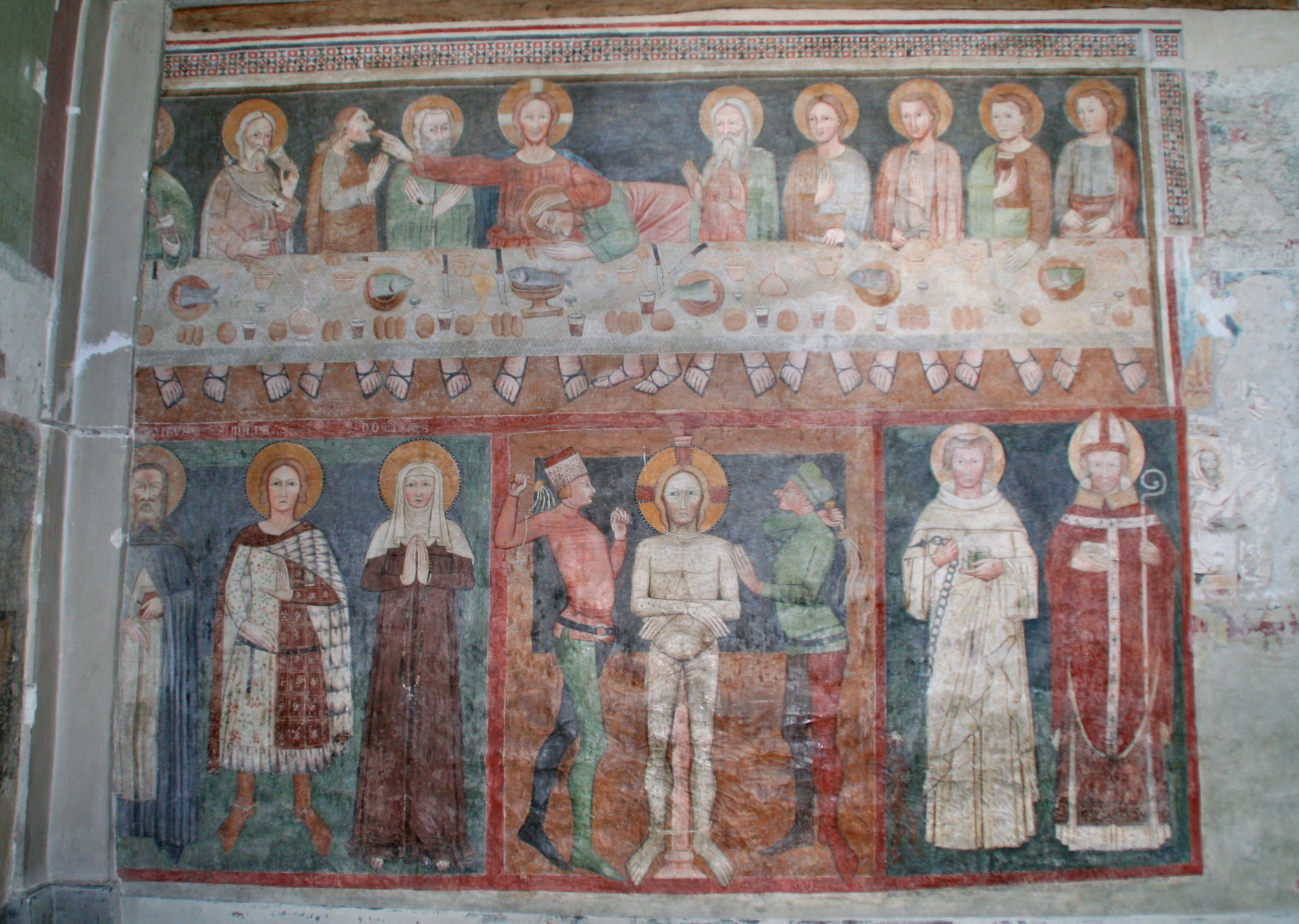
affreschi nella Chiesa dei Santi Lorenzo ed Agata a Rossura, col nipote Nicolao (1463)

Originario di Seregno, figlio del pittore Antonio, compare per la prima volta nelle cronache di Lugano nel 1448, anche se probabilmente la sua bottega da pittore era stata aperta alcuni anni prima (in quella stessa bottega si formeranno il figlio Rocco e il nipote Nicolao).

## Opere
Alcune sue opere sono:
- affreschi del coro della Cappella a Lottigna (1445)[2]
- cappella Sant'Agata di Disentis, decorazione delle due absidi (Incoronazione della Vergine, corteo dei Magi)
- Chiesa di Sant'Eusebio a Brigels, affreschi
- Mesocco, chiesa di Santa Maria del Castello, facciata (San Cristoforo) e decorazione della navata settentrionale[3]
- Ultima Cena nella Chiesa di San Paolo ad Arbedo (1460)
- affreschi nella Chiesa dei Santi Lorenzo ed Agata a Rossura, col nipote Nicolao (1463)
- San Sebastiano nella Chiesa di San Giulio a Roveredo (1479)

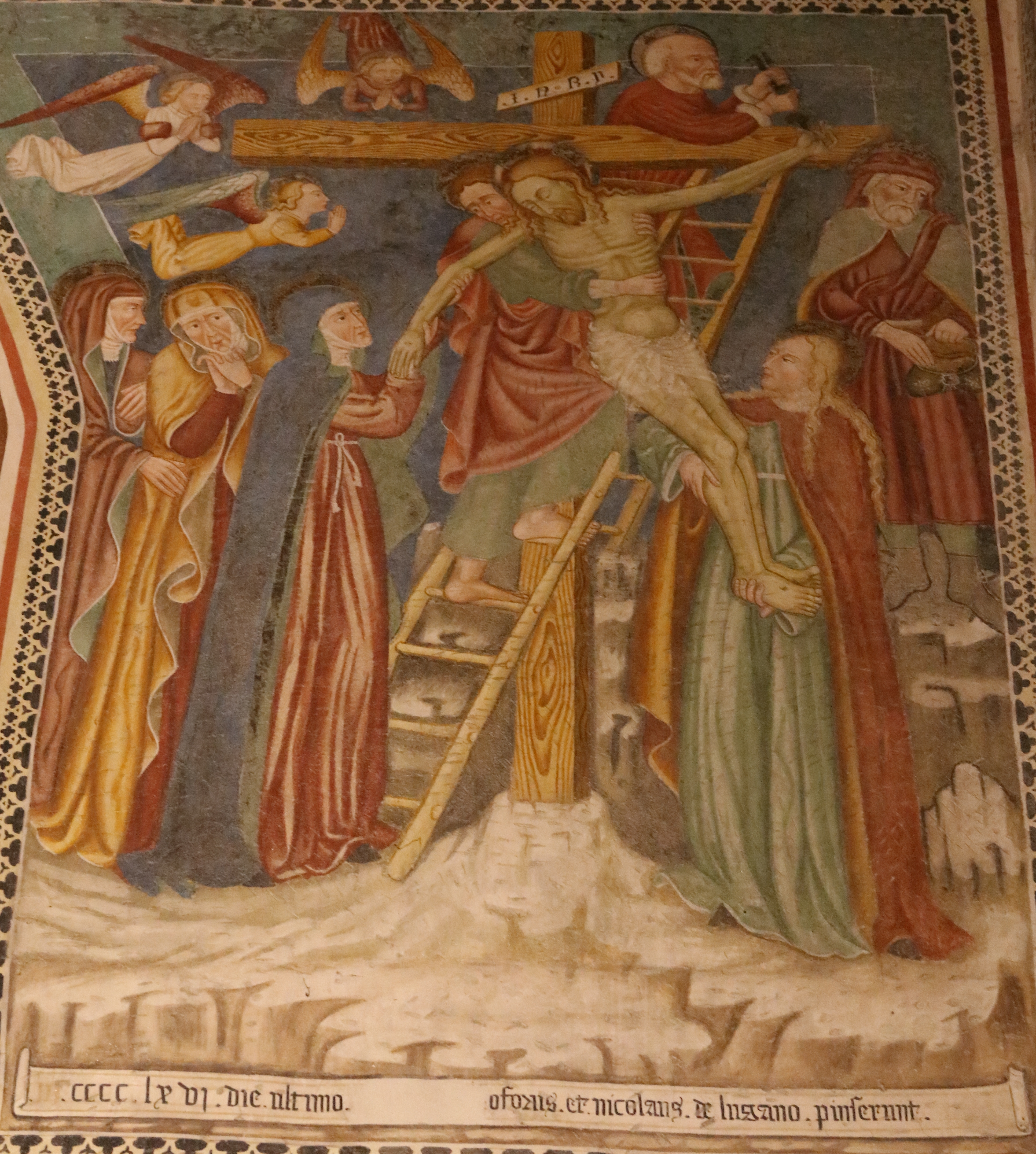
Ascona, Santa Maria della Misericordia
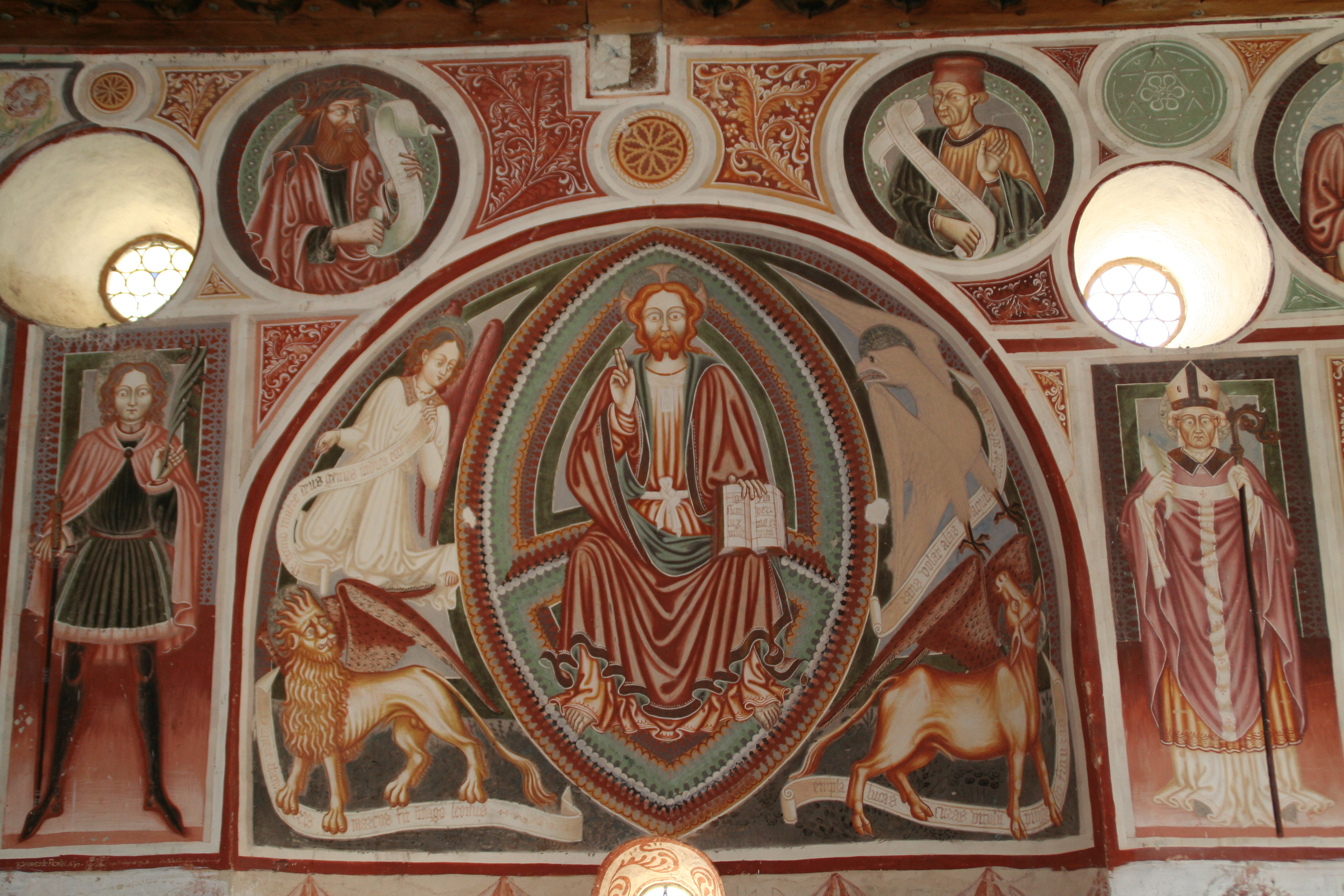
cappella Sant'Agata di Disentis
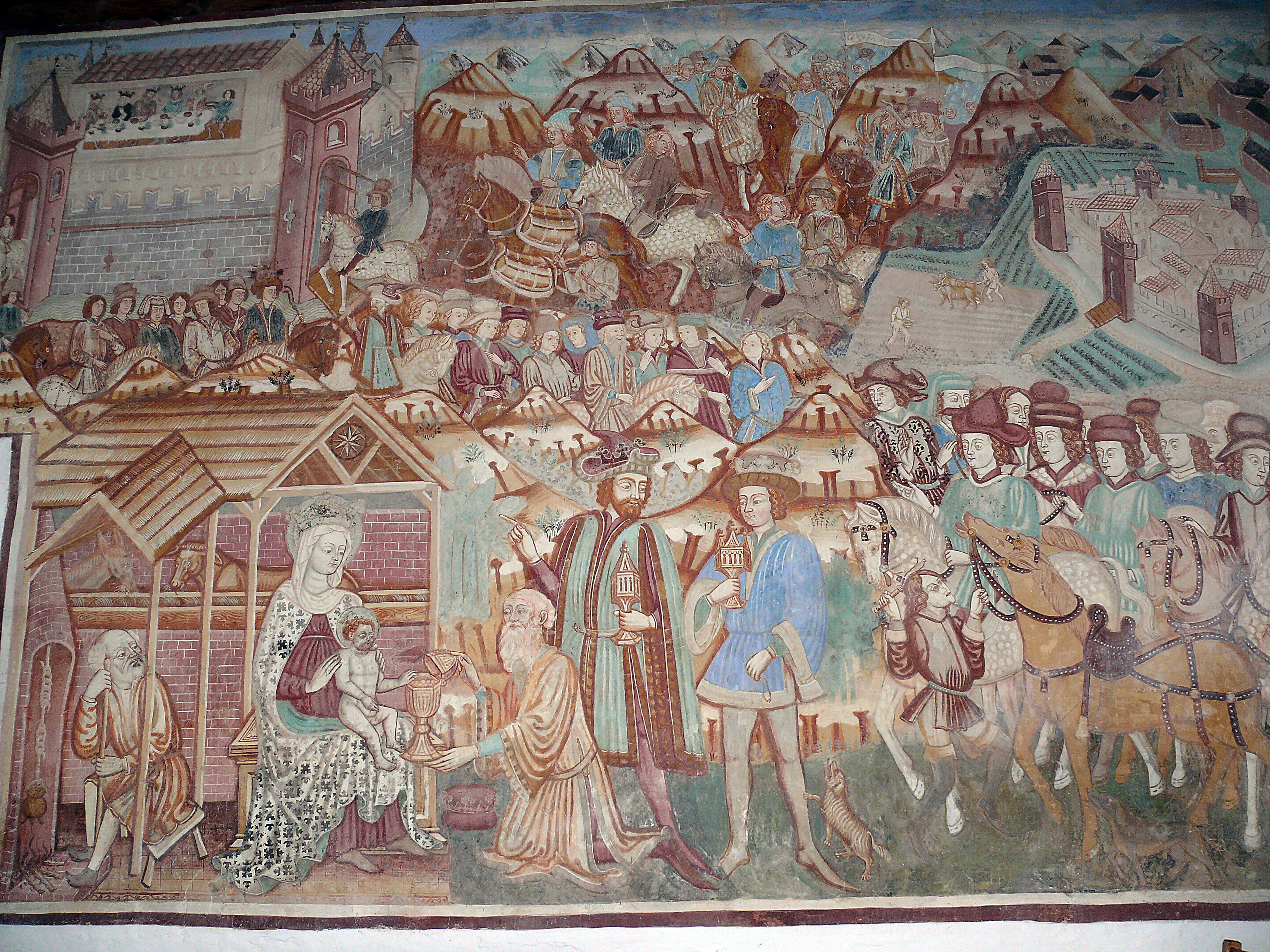
Chiesa di Santa Maria del Castello (Mesocco)